# Яни Милчаков
Яни Михайлов Милчаков е литературен теоретик, българист и славист, професор в Шуменския университет и в УниБИТ; народен представител и дипломат.

## Биография
Роден е на 31 май 1955 г. в Стара Загора. Средно образование завършва в Техникума по дърворезба и вътрешна архитектура в Трявна, откъдето е и едно от хобитата му – дърворезбата. През 1980 г. завършва българска филология в Шуменския университет.

### Академична кариера
Доктор по славянска филология на Ягелонския университет в Краков, Полша (1990) и по теория на литературата на Шуменския университет „Епископ Константин Преславски“ с дисертация на тема „Римата в българската възрожденска поезия. Развой и типология“. Доцент (1995) и професор по теория на литературата в Шуменския университет (2010). Професор в катедра „Книга и общество“ към УниБИТ.
Специализации в областта на теорията на литературата в Софийския университет (1981–1982) и Московския държавен университет „М.В. Ломоносов“ (1987).
Лектор по български език, литература и култура в Ягелонския университет, Краков, Полша (1987–1991).
Изнася лекции във Вилнюския университет, Литва (1994), Прешовския университет, Словакия (1999), Витембергския университет, Германия (2005) и Загребския университет, Хърватия (2011).
Умира след тежко боледуване на 2 август 2017 г. в София.

### Научна и творческа дейност
Основните интереси на Милчаков са в областта на българската литературна история, теорията на стиха, социологията на културата и масмедиите, историята на цензурата, балканистиката, славистиката.
Книгата му „Стих и поезия“ се нарежда сред класическите български изследвания по стихознание, наред с „Българско стихознание“ на Мирослав Янакиев и „Стихът като възможност за избор“ на Рая Кунчева.

### Обществена и политическа дейност
Народен представител в XXXVI обикновено народно събрание (1991–92). Посланик на България в Полша (1992–1996), Словакия (1998–2001), СР Югославия (Сърбия и Черна гора) (2001–2005). Международен експерт към Организацията за сигурност и сътрудничество в Европа с мисии в Украйна, Сърбия, Косово, Таджикистан и Киргизстан (след 2005).
Член на Сдружението на български писатели.
Председател на атестационна комисия на Института за литература, БАН (2010).
Председател на журито на националната Славейкова награда за лирично стихотворение за 2016 г.

## Публикации

### Монографии
- „Стих и поезия“. София: „Просвета“, 1990, 117 с.[13]
- „Социология на литературата, език и политика“. София: Академично издателство „Проф. Марин Дринов“, 2001, 183 с.[14][15][16][17]
- „Българска стихотворна култура (ХVII–ХХ век)“. Варна: Изд. „Словесност“, 2006, 368 с. (ISBN 978-954-356-001-1)[18][19]
- „Социални полета на литературата“. София: УИ „Св. Климент Охридски“, 2009, 339 с. (ISBN 978-954-07-2836-0)[20][21]
- „Паралитературата: социология, текстология, медиатори“ (в съавторство с Е. Борисова и П.Шуликов). Велико Търново, Изд. „Фабер“, 2009, 230 с. (ISBN 978-954-400-149-0)[22]
- „Яни Милчаков – дипломация, социология, стихознание (изследвания и материали)“. Съставител доц. Мая Горчева. София, Изд. „За буквите – О писменехь“, 2018.

### Публикувани рецензии
- „За едно изследване на свободния стих“ (рец. за О. Овчаренко. „Русский свободный стих“. М., „Современник“, 1984) – сп. „Език и литература“, 1986, кн. 4, с. 100–104.
- „Българският стих – плодотворен изследователски избор“ (рец. за Рая Кунчева. „Стихът като възможност за избор“. С., 1988) – сп. „Език и литература“, 1989, кн. 4, с. 110–113.
- „За идеологията на паметта и режимите на забравата“ (за Бойко Пенчев, „Септември `23: идеология на паметта“. С., Просвета, 2006) – в. „Литературен вестник“, бр. 16, год. 17, 25.04–1.05.2007.
- „Сталинизмът като писателско всекидневие, битова конюнктура, литература, халтура“ (рец. за В. Антипина. „Повседневная жизнь советских писателей – 1930-1950-е годы“. М., 2005) – в. „Литературен вестник“, бр.18, год. 17, 16–25.05.2007.
- „Старинната култура на Възраждането и вечните човешки емоции“ (рец. за книгата: Румяна Дамянова. „Емоциите в културата на българското Възраждане“. С., 2008) – сп. „Любословие“, кн. 11, 2011, с. 146–149.
- „Повторението на опита и сътворението на смисъла“ (рец. за Радосвет Коларов. „Повторение и сътворение: поетика на автотекстуалността“. Изд. „Просвета“, С., 2009) – сп. „Литературна мисъл“, кн. 1, год. LIII, 2010, с. 195–198.
- „Скритият заек, мъртвите таланти и живите пътища“ (рец. за книгата Йордан Ефтимов. „Тук лежи заекът“. Изд. Сиела, С., 2010) – в. „Култура“, бр. 8 (2626), год. LV, 4 март 2011, с. 3.
- „Колко може да е интересна душата на литературоведа“ (рец. за книгата на Антоанета Алипиева. „В театъра на литературата“. Изд. Слово, ВТ, 2012) – в. „Литературен вестник“, 31 октомври 2012, бр. 35, с. 3.

## Държавни и/или научни награди
- 1996 – Командорски кръст за заслуги към Република Полша
- 2001 – Орден на Белия двоен кръст (Словакия)
- 2005 – Югославска звезда I степен (Сърбия и Черна гора)[23]
- 2010 – Награда на Шумен за научна дейност[24]